# أندرو شنايدر (صحفي)
أندرو شنايدر (بالإنجليزية: Andrew Schneider)‏ هو صحفي أمريكي، ولد في 13 نوفمبر 1942 في ذا برونكس في الولايات المتحدة، وتوفي في 17 فبراير 2017 في سولت ليك في الولايات المتحدة بسبب قصور القلب.